# Jaap Gutterswijk
Jacob Berend (Jaap) Gutterswijk (Den Haag, 15 mei 1924 - aldaar, 30 juni 1987) was een Nederlands beeldhouwer, medailleur, tekenaar en grafisch ontwerper.

## Biografie
Jaap Gutterswijk studeerde aan de Koninklijke Academie van Beeldende Kunsten in Den Haag en de Koninklijke Academie voor Schone Kunsten in Antwerpen. Hij werkte in beide steden.
In Den Haag was zijn werk in 1949 te zien in de Tentoonstelling Contactgroep Jonge Kunstenaars, samen met Rudi Polder en Gerard van Remmen. In 1954 exposeerde hij als lid van de Nieuwe Ploeg tekeningen van Caraïbische volksdansen.
Hij kwam in 1964 aan in Paramaribo, Suriname, waar hij kunstleraar werd voor het Cultureel Centrum Suriname. Leerlingen van hem waren onder meer Jozef Klas en Krishnapersad Khedoe. Hij gaf hier een solo-expositie in de bovenzaal van het Kabinet van de Gouverneur. In hetzelfde jaar verkreeg en voltooide hij de opdracht voor het borstbeeld van Paul Flu. Hij bleef hier tot circa 1965.